# Estrofio
En la mitología griega, Estrofio (en griego: Στρόφιος, Stróphios) es un rey de Fócida. Reinaba en la ciudad de Crisa, al pie del monte Parnaso. Se casó con Anaxibia, hermana de Agamenón, y tuvo por hijo a Pílades. También es padre de una Astidamía.
Por su parte, Estrofio era hijo de Criso, un Eácida, y de Antifatia, hija de Naubolo.
Se dice que Estrofio, regresando ennoblecido como vencedor de los juegos olímpicos, se encontró con Electra, hija de Agamenón. Esta le dijo que su padre había sido muerto por su esposa Clitemnestra, su propia madre, y que también estaba buscando a su hermano menor Orestes para hacerle compartir la suerte de su padre. Egisto, amante adúltero de Clitemnestra, se había adueñado del palacio y había tomado el poder en Argos. Estrofio, al enterarse de la tragedia, prometió a Electra que raptaría a Orestes y lo cuidaría en su palacio. Electra tenía oculto a su hermano Orestes en algún lugar, y, una vez que Estrofio se lo llevó a Fócide, los primos Pílades y Orestes se hicieron amigos inseparables.